# Mouriri collocarpa
Mouriri collocarpa är en tvåhjärtbladig växtart som beskrevs av Adolpho Ducke. Mouriri collocarpa ingår i släktet Mouriri och familjen Melastomataceae. Inga underarter finns listade i Catalogue of Life.